# Julie Newmar
Julie Newmar, geboren als Julia Chalene Newmeyer (Los Angeles, 16 augustus 1933), is een Amerikaans actrice. Ze werd in 1961 genomineerd voor de Golden Globe voor meest veelbelovende vrouwelijke nieuwkomer en in 1965 voor die voor beste televisieactrice, voor haar hoofdrol als Rhoda Miller in de televisieserie My Living Doll. In 1959 won Newmar daadwerkelijk een Tony Award voor haar rol in het toneelstuk The Marriage-Go-Round. Daarentegen werd ze in 1991 genomineerd voor de Razzie Award voor  slechtste vrouwelijke bijrolspeler voor haar rol als Angel in de fantasy-komediefilm Ghosts Can't Do It.
Newmar volgde danslessen bij de vader en oom van Rita Hayworth, haar grote voorbeeld. Ze maakte in 1952 haar acteerdebuut als koorzangeres Julie in de komedie-muscialfilm She's Working Her Way Through College. Naast film- en vaste rollen speelde ze (eenmalige) gastrollen in meer dan 25 televisieseries. Voorbeelden hiervan zijn The Twilight Zone (in 1963), Batman (1966-1967), The Beverly Hillbillies (1966), Star Trek (1967), Get Smart (1968), Bewitched (1971), Columbo (1973), The Love Boat (1979), Buck Rogers in the 25th Century (1980), CHiPs (1982), Fantasy Island (1983) en According to Jim (2006).

## Filmografie
*Exclusief televisiefilms
| - If... Dog... Rabbit (1999) - Oblivion 2: Backlash (1996) - Oblivion (1994) - King B: A Life in the Movies (1993) - Nudity Required (1990) - Cyber-C.H.I.C. (1990) - Ghosts Can't Do It (1989) - Dance Academy (1988) - Deep Space (1988) - Evils of the Night (1985) - Streetwalkin' (1985) - Love Scenes (1984) - Hysterical (1983) - Up Your Teddy Bear (1970) - The Maltese Bippy (1969) | - Mackenna's Gold (1969) - For Love or Money (1963) - The Marriage-Go-Round (1961) - Li'l Abner (1959) - The Rookie (1959) - Seven Brides for Seven Brothers (1954) - Demetrius and the Gladiators (1954) - The Eddie Cantor Story (1953) - Slaves of Babylon (1953) - The Band Wagon (1953) - The Farmer Takes a Wife (1953) - Serpent of the Nile (1953) - The I Don't Care Girl (1953) - Just for You (1952) - She's Working Her Way Through College (1952) |

## Televisieseries
*Exclusief eenmalige gastrollen
- Jason of Star Command - Space Queen (1978, twee afleveringen)
- Batman - Catwoman (1966-1967, dertien afleveringen)
- My Living Doll - Rhoda Miller (1964-1965, 26 afleveringen)
- Route 66 - Vicki Russell (1962, twee afleveringen)

## Privé
Newmar trouwde in 1977 en kreeg een zoon. Het huwelijk eindigde in 1983.